# Marcus Gavius Orfitus
Marcus Gavius Orfitus war ein im 2. Jahrhundert n. Chr. lebender römischer Politiker.
Durch ein Militärdiplom, das auf den 18. Februar 165 datiert ist, ist belegt, dass Orfitus 165 zusammen mit Lucius Arrius Pudens ordentlicher Konsul war. Die beiden Konsuln sind noch durch zwei Inschriften belegt.